# Coupe d'Union soviétique de football 1964
Navigation
Édition 1963 Édition 1965
La Coupe d'Union soviétique 1964 est la 23e édition de la Coupe d'Union soviétique de football. Elle se déroule entre le 16 avril et le 27 septembre 1964.
La finale se joue le 27 septembre 1964 au Stade Lénine de Moscou et voit la victoire du Dynamo Kiev, qui remporte sa deuxième coupe nationale aux dépens du Krylia Sovetov Kouïbychev. Cette victoire lui permet par ailleurs de se qualifier pour la Coupe des coupes 1965-1966, devenant la première équipe soviétique à prendre part à cette compétition.

## Format
Un total de 194 équipes prennent part à la compétition, cela incluant exclusivement des participants aux trois premières divisions soviétique pour la saison 1964, se répartissant en 17 clubs pour le premier échelon, 26 pour le deuxième niveau (le Spartak Gomel ne participant pas) et 150 pour la troisième division.
Le tournoi se divise en deux grandes phases. Dans un premier temps, une phase préliminaire est disputée entre les équipes de la troisième division, qui sont réparties en neuf groupes géographiques sous la forme de mini-tournois afin de déterminer pour chaque une seule équipe qui se qualifie pour la phase finale, pour un total de neuf qualifiés en tout.
La phase finale, qui concerne donc 52 équipes et voit l'entrée en lice des clubs des deux premières divisions, se divise quant à elle en sept tours, à l'issue desquels le vainqueur de la compétition est désigné.
Chaque confrontation prend la forme d'une rencontre unique jouée sur la pelouse d'une des deux équipes. En cas d'égalité à l'issue du temps réglementaire d'un match, une prolongation est jouée. Si celle-ci ne suffit pas à départager les deux équipes, le match est rejoué ultérieurement.

## Phase finale

### Seizièmes de finale
Les rencontres de ce tour sont jouées entre le 31 mai et le 19 juin 1964.
| Date         | Locaux                      | Score    | Visiteurs                      |
| ------------ | --------------------------- | -------- | ------------------------------ |
| 31 mai 1964  | Troud Voronej (D2)          | 0 - 3    | (D1) Kaïrat Alma-Ata           |
| 3 juin 1964  | Lokomotiv Krasnoïarsk (D3)  | 0 - 1    | (D1) Dinamo Tbilissi           |
| 3 juin 1964  | Žalgiris Vilnius (D2)       | 1 - 0    | (D1) Torpedo Moscou            |
| 4 juin 1964  | Terek Grozny (D3)           | 1 - 2    | (D1) Chakhtior Donetsk         |
| 4 juin 1964  | Zaria Lougansk (D2)         | 1 - 2    | (D1) Krylia Sovetov Kouïbychev |
| 5 juin 1964  | Karpaty Lvov (D2)           | 0 - 1    | (D1) Chinnik Iaroslavl         |
| 5 juin 1964  | Rostselmach Rostov (D3)     | 0 - 0 ap | (D1) SKA Rostov                |
| 6 juin 1964  | Rostselmach Rostov (D3)     | 1 - 2    | (D1) SKA Rostov                |
| 5 juin 1964  | Lokomotiv Tcheliabinsk (D2) | 3 - 2 ap | (D1) Moldova Kichinev          |
| 8 juin 1964  | SKF Sébastopol (D3)         | 1 - 0    | (D1) Torpedo Koutaïssi         |
| 8 juin 1964  | Neftianik Fergana (D3)      | 0 - 1    | (D1) Dynamo Kiev               |
| 8 juin 1964  | Tchernomorets Odessa (D2)   | 0 - 1    | (D1) Zénith Léningrad          |
| 8 juin 1964  | SKA Lvov (D3)               | 3 - 1    | (D1) Volga Gorki               |
| 10 juin 1964 | Dinamo Minsk (D1)           | 1 - 2    | (D1) CSKA Moscou               |
| 10 juin 1964 | Dynamo Moscou (D2)          | 1 - 1 ap | (D1) Lokomotiv Moscou          |
| 11 juin 1964 | Dynamo Moscou (D2)          | 2 - 1    | (D1) Lokomotiv Moscou          |
| 10 juin 1964 | Kouban Krasnodar (D2)       | 1 - 4    | (D1) Spartak Moscou            |
| 19 juin 1964 | Energetik Douchanbé (D2)    | 1 - 3    | (D1) Neftianik Bakou           |

### Huitièmes de finale
Les rencontres de ce tour sont jouées entre le 11 juin et le 15 août 1964.
| Date         | Locaux                 | Score    | Visiteurs                      |
| ------------ | ---------------------- | -------- | ------------------------------ |
| 11 juin 1964 | Chinnik Iaroslavl (D1) | 1 - 0 ap | (D1) Zénith Léningrad          |
| 11 juin 1964 | CSKA Moscou (D1)       | 2 - 1 ap | (D3) SKF Sébastopol            |
| 11 juin 1964 | Chakhtior Donetsk (D1) | 1 - 2    | (D1) Krylia Sovetov Kouïbychev |
| 14 juin 1964 | SKA Rostov (D1)        | 0 - 1    | (D3) SKA Lvov                  |
| 17 juin 1964 | Žalgiris Vilnius (D2)  | 4 - 0    | (D2) Lokomotiv Tcheliabinsk    |
| 6 août 1964  | Spartak Moscou (D1)    | 1 - 0    | (D1) Torpedo Moscou            |
| 10 août 1964 | Dynamo Kiev (D1)       | 4 - 1    | (D1) Kaïrat Alma-Ata           |
| 15 août 1964 | Dynamo Moscou (D1)     | 2 - 1 ap | (D1) Dinamo Tbilissi           |

### Quarts de finale
Les rencontres de ce tour sont jouées entre le 21 juin et le 30 août 1964.
| Date         | Locaux                         | Score | Visiteurs             |
| ------------ | ------------------------------ | ----- | --------------------- |
| 21 juin 1964 | Krylia Sovetov Kouïbychev (D1) | 1 - 0 | (D3) SKA Lvov         |
| 29 août 1964 | Chinnik Iaroslavl (D1)         | 1 - 3 | (D1) Dynamo Kiev      |
| 29 août 1964 | Dynamo Moscou (D1)             | 2 - 0 | (D1) CSKA Moscou      |
| 30 août 1964 | Spartak Moscou (D1)            | 1 - 0 | (D2) Žalgiris Vilnius |

### Demi-finales
Les rencontres de ce tour sont jouées entre le 7 et le 9 septembre 1964.
| Date             | Locaux              | Score    | Visiteurs                      |
| ---------------- | ------------------- | -------- | ------------------------------ |
| 7 septembre 1964 | Dynamo Moscou (D1)  | 2 - 3    | (D1) Krylia Sovetov Kouïbychev |
| 8 septembre 1964 | Spartak Moscou (D1) | 0 - 0 ap | (D1) Dynamo Kiev               |
| 9 septembre 1964 | Spartak Moscou (D1) | 2 - 3    | (D1) Dynamo Kiev               |

### Finale
| Titulaires :  |                            |
|               |                            |
|               | Viktor Bannikov            |
|               | Vladimir Chtchegolkov (ru) |
|               | Vadim Sosnikhine (en)      |
|               | Vassili Touriantchik (en)  |
|               | Leonid Ostrovskiy          |
|               | József Szabó               |
|               | Fedir Medvid (en)          |
|               | Oleg Bazilevitch (en)      |
|               | Viktor Kanevski            |
|               | Andreï Biba                |
|               | Viktor Serebryanikov       |
|               |                            |
| Entraîneur :  |                            |
| Viktor Maslov |                            |

| Titulaires :       |                         |     |
|                    |                         |     |
|                    | Aleksandr Sokolov (ru)  |     |
|                    | Ievgueni Maïorov (ru)   |     |
|                    | Guennadi Sarytchev (en) |     |
|                    | Iouri Kapssine (ru)     |     |
|                    | Boris Valkov (ru)       |     |
|                    | Vladimir Grichine (ru)  |     |
|                    | Nikolaï Osyanin         |     |
|                    | Alfred Fiodorov         |     |
|                    | Boris Kokh (ru)         | 68e |
|                    | Anatoli Joukov (ru)     |     |
|                    | Anatoli Kikine (en)     |     |
|                    |                         |     |
| Remplaçants :      |                         |     |
|                    | Abdoulhak Abdoulmanov   | 68e |
|                    |                         |     |
| Entraîneur :       |                         |     |
| Viktor Karpov (ru) |                         |     |

| Titulaires :  |                            |
|               |                            |
|               | Viktor Bannikov            |
|               | Vladimir Chtchegolkov (ru) |
|               | Vadim Sosnikhine (en)      |
|               | Vassili Touriantchik (en)  |
|               | Leonid Ostrovskiy          |
|               | József Szabó               |
|               | Fedir Medvid (en)          |
|               | Oleg Bazilevitch (en)      |
|               | Viktor Kanevski            |
|               | Andreï Biba                |
|               | Viktor Serebryanikov       |
|               |                            |
| Entraîneur :  |                            |
| Viktor Maslov |                            |

| Titulaires :       |                         |     |
|                    |                         |     |
|                    | Aleksandr Sokolov (ru)  |     |
|                    | Ievgueni Maïorov (ru)   |     |
|                    | Guennadi Sarytchev (en) |     |
|                    | Iouri Kapssine (ru)     |     |
|                    | Boris Valkov (ru)       |     |
|                    | Vladimir Grichine (ru)  |     |
|                    | Nikolaï Osyanin         |     |
|                    | Alfred Fiodorov         |     |
|                    | Boris Kokh (ru)         | 68e |
|                    | Anatoli Joukov (ru)     |     |
|                    | Anatoli Kikine (en)     |     |
|                    |                         |     |
| Remplaçants :      |                         |     |
|                    | Abdoulhak Abdoulmanov   | 68e |
|                    |                         |     |
| Entraîneur :       |                         |     |
| Viktor Karpov (ru) |                         |     |